# ¡Asu mare!: los amigos
¡Asu mare!: los amigos (también llamada ¡Asu mare! 4) es una película peruana de comedia de 2023 dirigida por Carlos Alcántara y escrita por Rasec Barragán, Renato Fernández y Marco Rubina. Es una película spin-off de la trilogía cinematográfica ¡Asu mare!, que también sirve como secuela de la película final.
Está protagonizada por Andrés Salas, Franco Cabrera, Emilram Cossio y Miguel Vergara. Se estrenó en Perú el 9 de febrero de 2023.

## Sinopsis
Los amigos de Cachin están de vuelta. Tras lograr superar diversos retos, una herencia les pondrá a prueba, enfrentándose a divertidas situaciones y oscuros personajes que intentarán boicotear uno de sus más grandes sueños.

## Reparto
- Andrés Salas como Jaime Culicich «El Culi».
- Franco Cabrera como «Lechuga».
- Emilram Cossío como «Poroto».
- Miguel Vergara como «El Chato».
- Fiorella Luna como Luciana.
- Ximena Palomino como Melissa.
- Mónica Cabrejos como Cobradora de renta.
- Anaí Padilla como Cecilia.
- Sergio Paris como Gerente.
- Anahí de Cárdenas como Pamela (cameo).
- Carlos Alcántara como «Cachín» (cameo).
- Susel Paredes como Fiscalizadora.
- Josi Martínez como Él mismo (cameo).
- Piero Delgado como Cachín de niño.
- Fernando Reynoso como Poroto Niño.
- Joaquín Barreto como Culi niño

## Producción
Tras el estreno de ¡Asu mare! 3, Carlos Alcantara, el protagonista de la trilogía, afirmó que no había planes para una cuarta entrega. Sin embargo, a finales de 2021 se confirmó la producción de una cuarta entrega centrada en los amigos de Cachin con el título preliminar de ¡Asu mare! 4 y Chesu mare y un estreno planeado en algún momento de 2022.
El 3 de marzo de 2022, Tondero Producciones anunció que Carlos Alcantara dirigiría la nueva película y que se estrenaría a finales de 2022. En junio de 2022, el actor Ricardo Mendoza declaró que no protagonizaría ¡Asu mare! 4 luego de una polémica en torno a su programa web de comedia Hablando huevadas en el que hacía bromas ofensivas.

### Rodaje
La fotografía principal comenzó el 12 de septiembre de 2022 y finalizó el 9 de octubre del mismo año.

### Promoción
El 8 de noviembre de 2022, Tondero lanzó el avance de ¡Asu mare! 4, que anunció el nombre final de la película, ¡Asu mare! Los amigos. El 12 de diciembre de 2022, se lanzó un tráiler final, que revela que la película se estrenará el 9 de febrero de 2023.

## Estreno
La película tuvo su estrenó en los cines peruanos el 9 de febrero de 2023.
Además, tuvo su estreno en streaming en la plataforma de Netflix el 2 de junio.

## Recepción

### Taquilla
En su primer día, la película fue vista por 55.000 espectadores, convirtiéndose en el estreno peruano más éxito desde el inicio de la pandemia de COVID-19. Atrajo a casi 205.000 espectadores al final de su primer fin de semana.

### Recepción crítica
El periodista Rodrigo Andrés Escurra Ramos, de La República, criticó la película por recurrir a la publicidad encubierta, además de ser «tan deficiente que ni las actuaciones carismáticas (aunque algo forzadas) del elenco puede sacar a flote». El mismo diario en otras notas periodísticas calificó a la película de tener «trama floja, chistes que no dan risa por sí solos, sino por la ridiculización de sus personajes y el uso exagerado e injustificado de groserías», el diario también apuntó a la influencia del humor de Enchufe.tv en la cinta y que se «deja en claro que hicieron el filme porque sabían que los fans la iban a ir a ver, por más deficiente que pueda llegar a ser el resultado final», además de poner a Asu Mare: Los amigos en la misma tendencia de producciones de Disney y Netflix de no realizar nuevas creaciones, si no, limitarse a lo que ya funciona.
El portal El Popular mostró la divergencia que hubo entre el relativo éxito taquillero del filme, con las opiniones negativas de usuarios de redes sociales para con la película, que se centraban principalmente a la excesiva publicidad de marcas y la muy breve aparición de Carlos Alcántara en la cinta.